# Geremeas
Geremeas (sardisch: Geremèas) ist eine Fraktion der italienischen Gemeinde (comune) Quartu Sant’Elena in der Metropolitanstadt Cagliari, Autonome Region Sardinien.

## Etymologie
Nach Massimo Pittau leitet sich der Name aus dem altitalienischen Wort geremía ab, was Klagelied bedeutet. Es spielt auf die prekären Lebensbedingungen an, in denen hier früher die wenigen Einwohner, meist Hirten und Bauern, lebten und sich dementsprechend darüber beklagten. Erschwert wurde das Leben in Geremeas außerdem durch wiederholte arabische Pirateneinfälle. Der Ortsname taucht in historischen Dokumenten auch als Cheremea(s) oder Cheremeis auf.  
Der Geschichtsschreiber Giovanni Francesco Fara erwähnte in seinem in den 1580er Jahren erschienenen Werk Chorographia Sardiniae den Ort als Germea, der zerstört worden sei. Nach dem Archäologen Ettore Pais, der die Funde von Giovanni Spano auswertete, befand sich in Geremeas womöglich eine Römische Villa.

## Geographie
Der Fremdenverkehrsort liegt etwa 30 km südöstlich von Cagliari und etwa 20 km von Quartu Sant’Elena entfernt. Durch den Ort fließt der Riu Geremeas, der hier in den Golf von Cagliari mündet und nur im Winter größere Wassermengen führt. Der Bach bildet die Gemeindegrenze zur östlich angrenzenden Gemeinde Maracalagonis.

## Sehenswürdigkeiten
- Nuraghe Geremeas, Nuraghen-Ruine auf einem Hügel oberhalb der Touristensiedlung gelegen, auch als Tempel von Geremeas bezeichnet.[3] Entstehungszeit und Zweck der von dichter Vegetation umgebenen Mauerreste sind unbekannt.[4]
- Ruine der Kirche Madonna di Bonaria, nordwestlich unweit der Nuraghe Geremeas gelegen. Im gotisch-katalanischen Stil errichtete Kirche.[5]

## Verkehr
Geremeas ist über die Provinzstraße SP 17 an die Staatsstraßen SS 125 var „Orientale Sarda“ und SS 554 bis „Nuova Cagliaritana“ angeschlossen.